# Basuki Tjahaja Purnama
Basuki Tjahaja Purnama, powszechnie określany inicjałami BTP (ur. 29 czerwca 1966 w Manggar) – indonezyjski polityk i przedsiębiorca specjalizujący się w inżynierii mineralnej. Wicegubernator Dżakarty w latach 2012–2014 i gubernator w latach 2014–2017, pierwszy protestant i pierwszy od 50 lat chrześcijanin pełniący ten urząd. Od 2019 prezes Pertaminy. Znany również znany pod swoim pseudonimem jako Ahok (阿學).

## Wczesne życie
Urodził się 29 czerwca 1966 w Manggar, we wschodnim Belitung. Jest pierwszym dzieckiem Indry Tjahaja Purnamy i Buniarti Ningsinga, którzy później doczekali się jeszcze trojga dzieci. Ahok dorastał w Gantung, we wschodniej części Belitung, aż do ukończenia gimnazjum. Następnie Ahok przeniósł się do Dżakarty, aby kontynuować naukę. Studiował na Wydziale Inżynierii Mineralnej Katedry Inżynierii Geologicznej Uniwersytetu Trisakti. W 1989 uzyskał tytuł inżyniera-geologa.
Od 1991 studiował zarządzanie w Prasetiya Mulya Management College. W 1994 uzyskał tytuł magistra.

## Kariera przedsiębiorcza
W 1989, po ukończeniu studiów w Dżakarcie, powrócił do rodzinnego Belitung i założył firmę CV Panda, która specjalizowała się w górnictwie i stała się podwykonawcą firmy PT Timah. W 1994 został zatrudniony do personelu dyrektorskiego przez firmę PT Simaxindo Primadaya, w której zajmował się analizą kosztów i finansowania projektów. Następnie założył nową firmę wydobywczą o nazwie PT Nurindra Ekapersada i utworzył pierwszy zakład przetwórstwa kwarcu w Belitung. Wokół zakładu wkrótce utworzyło się osiedle przemysłowe, obecnie znane jako Kawasan Industri Air Kelik (KIAK). W 2004 udało mu się przekonać koreańskiego inwestora do budowy huty cyny w tym regionie.

## Kariera polityczna

### Początki kariery
W 2004 został członkiem partii Partai Perhimpunan Indonesia Baru (PPIB). W tym samym roku został wybrany w wyborach powszechnych na członka Regionalnej Ludowej Izby Reprezentantów prowincji Belitung. 
W 2005 wygrał wybory na bupati (najwyższy urząd polityczny kabupaten) Belitung Timur, zdobywając ponad 37% głosów. W czasie sprawowania urzędu wprowadził bezpłatny program opieki zdrowotnej dla mieszkańców regionu. 22 grudnia 2006 zrzekł się stanowiska bupati i przekazał to stanowisko swojemu zastępcy, Khairulowi Effendiemu.
W 2007 kandydował na gubernatora Bangka-Belitung, popierany przez prezydenta Indonezji Abdurrahmana Wahida, jednak przegrał z Eko Maulaną Ali.
W 2008 wydał swoją biografię pod tytułem Merubah Indonesia, w której spisał również swoją wizję przyszłości Indonezji.
Od 1 października 2009 do 26 kwietnia 2012 był parlamentarzystą w Ludowej Izbie Reprezentantów z ramienia partii Golkar.

### Wybory na zastępcę gubernatora Dżakarty w 2012
W 2012 zamierzał wziąć udział w wyborach na gubernatora Dżakarty, jednak nie udało mu się zebrać 400 tysięcy wymaganych podpisów. Został zamiast tego kandydatem na zastępcę gubernatora w razie wygrania wyborów przez ówczesnego burmistrza Surakarty Joko Widodo. Byli oni wspierani przez dwie indonezyjskie partie: PDI-P i Gerindra. I tura wyborów odbyła się 11 lipca. Zwyciężyli w niej Widodo i Purnama, zdobywając 1 847 157 głosów, co stanowiło 42,60% głosów ważnych. II tura odbyła się 20 września. Ponownie zwyciężyli Widodo i Purnama, zdobywając 2 472 130 głosów, co stanowiło 53,82% głosów ważnych. Objęli urzędy 15 października 2012.

### Gubernator Dżakarty
1 czerwca 2014 na drodze sukcesji zastąpił dotychczasowego gubernatora Dżakarty Joko Widodo, który ustąpił z urzędu, aby objąć stanowisko prezydenta Indonezji. Purnama był pierwszym w historii protestantem pełniącym tę funkcję i drugim chrześcijaninem (pierwszym był Henka Ngantunga, urzędujący w latach 1964–1965). Oficjalnie został zaprzysiężony 11 listopada. W tym czasie ekstremistyczne środowiska islamskie demonstrowały na ulicach, domagając się wypędzenia Purnamy z miasta. Wśród nich był Front Obrońców Islamu, któremu nowy gubernator wcześniej wielokrotnie zarzucał stosowanie przemocy oraz łamanie praw człowieka, mniejszości i wolności religijnej. Wiele innych popularnych muzułmańskich organizacji religijnych wyrażało publiczne poparcie dla Purnamy. 17 grudnia 2014 powołał na stanowisko swojego zastępcy Djarota Saifula Hidayata.
W czasie urzędowania podjął działania, które miały na celu walkę z korupcją i oczyszczenie przepływającej przez Dżakartę rzeki Ciliwung, do której spuszczane były nieoczyszczone ścieki. Przy brzegach rzeki powstały parki. Slumsy były likwidowane, a ich mieszkańcy przenoszeni do budowanych na ich potrzeby tanich mieszkań komunalnych. Otrzymały je tylko rodziny z miejskim meldunkiem.

### Wybory na gubernatora Dżakarty w 2017 i proces o bluźnierstwo
W 2017 ubiegał się o reelekcję. Jego kandydaturę poparła Demokratyczna Partia Indonezji – Walka.
W trakcie kampanii wyborczej w 2017 został oskarżony o obrazę Koranu, czyli karane w Indonezji bluźnierstwo. Dowodem przestępstwa było nagranie, na którym Ahok tłumaczy, że islam nie zakazuje by muzułmanami mogli rządzić nie-muzułmanie, a jego przeciwnicy nadużywają wersetu Koranu w którym mowa jest, że wierni nie powinni się sprzymierzać z niewiernymi. Na czas śledztwa zabroniono mu opuszczania kraju, ale pozostał na wolności i mógł nadal prowadzić kampanię wyborczą. Purnama przeprosił i utrzymywał, że nagranie zostało zmanipulowane. Prokuratura domagała się roku więzienia w zawieszeniu.
W związku z oskarżeniem Front Obrońców Islamu zorganizował protest przeciwko gubernatorowi. Wzięło w nim udział 200 tysięcy manifestantów. W zamieszkach zginęła jedna osoba, a siedem innych, w tym trzech policjantów, zostało rannych.
I tura odbyła się 15 lutego. Purnama wygrał, zdobywając 2 364 577 głosów, co stanowiło 42,99% głosów ważnych. II tura odbyła się 19 kwietnia. Tym razem Purnama przegrał z Aniesem Baswedanem, zdobywając 2 350 366 głosów, co stanowiło 42,04% głosów ważnych. Jeszcze przed ogłoszeniem wyników, ale po wyraźnej wygranej przeciwnika w exit poll gubernator pogratulował zwycięzcy.

### Pobyt w więzieniu
9 maja 2017 sąd skazał Purnamę na dwa lata więzienia za udowodnione w trakcie kampanii wyborczej bluźnierstwo. Wyrok został ogłoszony kilka dni po oficjalnym ogłoszeniu wyniku wyborów na gubernatora. Obowiązki Purnamy przejął jego zastępca Djarota Saifula Hidayata, wkrótce oficjalnie mianowany gubernatorem.
Zwolennicy Purnamy protestowali, domagając się jego uwolnienia. W styczniu 2019 Purnama w swoim liście do zwolenników poprosił, aby przestano się do niego zwracać popularnym pseudonimem Ahok, a zaczęto zamiast tego używać jego inicjałów BTP.

### Po wyjściu z więzienia
Został zwolniony z więzienia 24 stycznia 2019. Wkrótce potem, 26 stycznia, dołączył do Demokratycznej Partii Indonezji – Walka. Oświadczył, że nie będzie pełnił żadnych funkcji w rządzie Indonezji, ponieważ jego pobyt w więzieniu, rozwód i małżeństwo z byłą asystentką byłej żony źle wpływają na jego ogólny wizerunek. 25 listopada został mianowany prezesem państwowego koncernu naftowego Pertamina. Zastąpił na tym stanowisku Tanriego Abenga.

## Życie prywatne
Deklaruje się jako protestant.
Był mężem Veroniki Tan pochodzącej z Medan. Razem mają trójkę dzieci: Nicholasa, Natanię i Dauda Albeennera. Para rozwiodła się w kwietniu 2018, a Purnama uzyskał pełne prawo do opieki nad dwójką młodszych dzieci. 25 stycznia 2019 poślubił byłą oficer policji oraz byłą asystentkę Veroniki Tan, Puput Nastiti Devi, z którą od 6 stycznia 2020 ma syna Yosafata Abimanyu.